# Воезерская волость
Воезерская во́лость — волость в составе Каргопольского уезда Олонецкой губернии.

## Общие сведения
Волостное правление располагалось в селении Смешковская (Курниково).
В состав волости входили сельские общества, включающие 47 деревень:
- Воезерское общество
- Елгомское общество
- Канакшанское общество
- Мехренское общество

В «Платёжной книге Каргопольского уезда 1555—1556 гг.» перечисляются волости без указания на принадлежность к стану: волостка на реке Шожме, волость на Вое озере в Спаском приходе, волостка на Леми в Николском приходе, волость на Моше озере в Николском приходе.
В переписной книге Каргопольского уезда за 1648 г. все волости были уже включены в Устьмошский стан, куда и вошел Спасский приход на Вое озере (волость на Вое озере).
На Воезере, в 10 км к югу от Мошенского озера, к середине XVI в. образовалась группа поселений. В «Платёжной книге Каргопольского уезда 1555—1556 гг.» говорится: «…волость на Вое озере в Спасском приходе, а в ней тяглых 39 деревень да полтрети деревни да полчетверти деревни. В той же волости в Спасском приходе на Вое озере тяглых 6 деревень и трет деревни и полторы чети деревни». Волость являлась самостоятельным приходом: «в той же волости погост, а к погосту деревня Рыкуновская. Пашни 2 обжи».
К середине XVI века освоение берегов Мошенского озера и Воезера было полностью завершено, вероятно, одним из показателей являлась зависимость населённости от размеров озера. По величине Воезеро (Спасское) уступало Мошенскому примерно в два раза, и количество поселений на Воезере, соответственно, было наполовину меньше. Определяющим фактором в колонизации земель Мошенского стана к середине XVI века стало прохождение через его территорию крупного водно-волокового пути. Благодаря своему географическому положению и связанными с ним экономическими преимуществами интенсивность заселения и населённость этих земель была довольно высокой.
Образована с 1 января 1889 г. из состава Фатьяновской волости.
На 1890 год численность населения волости составляла 3176 человек.
На 1905 год численность населения волости составляла 3999 человек. В волости насчитывалось 861 лошадь, 1638 коров и 2650 голов прочего скота.
В ходе реформы административно-территориального деления СССР в 1927 году волость была упразднена.
В настоящее время территория Воезерской волости относится в основном к Няндомскому району Архангельской области.